# Tjureda landskommun
Tjureda landskommun var en tidigare kommun i Kronobergs län.

## Administrativ historik
Landskommunen inrättades i Tjureda socken i Norrvidinge härad i Småland när 1862 års kommunalförordningar trädde i kraft 1863. Den upphörde vid kommunreformen 1952, då den gick upp i Rottne landskommun. Sedan 1971 tillhör området Växjö kommun.

## Politik

### Mandatfördelning i Tjureda landskommun 1938-1946
| 8 | 7 |

| 14 |

| 8 | 6 | 1 |

| 13 |